# Fred Lipsius
Fred Lipsius, né le 19 novembre 1943 dans le Bronx, est un saxophoniste et arrangeur américain, membre de Blood, Sweat and Tears de 1967 à 1971.

## Biographie
Il commence à jouer de la clarinette à 9 ans puis apprend le saxo alto et ténor au collège et le piano à The High School of Music & Art (en) de Manhattan. En 1961-1962, il poursuit ses études au Berklee College of Music.
Il joue d'abord avec l'orchestre de Ronn Metcalfe (en) avant de rejoindre en 1967 le groupe de jazz-rock Blood, Sweat and Tears avec lequel il remporte neuf disques d'or et un Grammy Award pour son arrangement du titre Spinning Wheel.
Il est célèbre pour avoir été le saxophoniste de nombreux groupes et chanteurs tels Simon & Garfunkel (il fait partie de leur tournée au Japon en 1982), Janis Joplin, Cannonball Adderley, Thelonious Monk, Zoot Sims, Eddie Gómez, Al Foster, George Mraz, Larry Willis, Randy Brecker ou Rodney Jones.
On lui doit par ailleurs des ouvrages sur l'art d'improvisation dans le jazz et sur le jazz.
Professeur au Berklee College of Music, dans deux sondages de Down Beat et Playboy jazz, il a été classé au top 10 dans la catégorie Saxophoniste alto. On lui doit aussi des compositions et arrangements pour des publicités à la radio et à la télévision.